# Scyliorhinus stellaris
Scyliorhinus stellaris е вид акула от семейство Scyliorhinidae. Видът е почти застрашен от изчезване.

## Разпространение и местообитание
Разпространен е в Албания, Алжир, Белгия, Великобритания, Германия, Гърция, Дания, Египет, Западна Сахара, Израел, Ирландия, Испания, Италия, Либия, Мавритания, Мароко, Нидерландия, Норвегия, Португалия, Сенегал, Сирия, Тунис, Турция, Франция, Хърватия и Черна гора.
Обитава крайбрежията и скалистите дъна на океани, морета, заливи, рифове и реки. Среща се на дълбочина от 1 до 160 m, при температура на водата от 8,3 до 19,3 °C и соленост 34,3 – 37,7 ‰.

## Описание
На дължина достигат до 1,7 m.
Продължителността им на живот е около 19 години.